# Gmina Nakskov
Gmina Nakskov (duń. Nakskov Kommune) - istniejąca w latach 1970–2006 gmina w Danii w okręgu Storstrøms Amt. Siedzibą władz gminy było Nakskov. Gmina Nakskov została utworzona 1 kwietnia 1970 na mocy reformy podziału administracyjnego Danii. W wyniku kolejnej reformy, która weszła w życie 1 stycznia 2007 roku, razem z gminami Holeby, Højreby, Maribo, Ravnsborg, Rudbjerg oraz Rødby weszła w skład nowo utworzonej gminy Lolland.

## Dane liczbowe
- Liczba ludności: (♀ 7156 + ♂ 7593) = 14 749
  - wiek 0-6: 6,6%
  - wiek 7-16: 11,7%
  - wiek 17-66: 62,8%
  - wiek 67+: 18,9%
- zagęszczenie ludności: 460,9 osób/km²
- bezrobocie: 8,2% osób w wieku 17-66 lat
- cudzoziemcy z UE, Skandynawii i USA: 73 na 10 000 osób
- cudzoziemcy z krajów Trzeciego Świata: 523 na 10 000 osób
- liczba szkół podstawowych: 4 (liczba klas: 74)